# Kala Lengkio
Kala Lengkio is een bestuurslaag in het regentschap Aceh Tengah van de provincie Atjeh, Indonesië. Kala Lengkio telt 387 inwoners (volkstelling 2010).